# Jüdischer Friedhof (Czechowice-Dziedzice)
Koordinaten: 49° 55′ 8,8″ N, 18° 59′ 41,3″ O

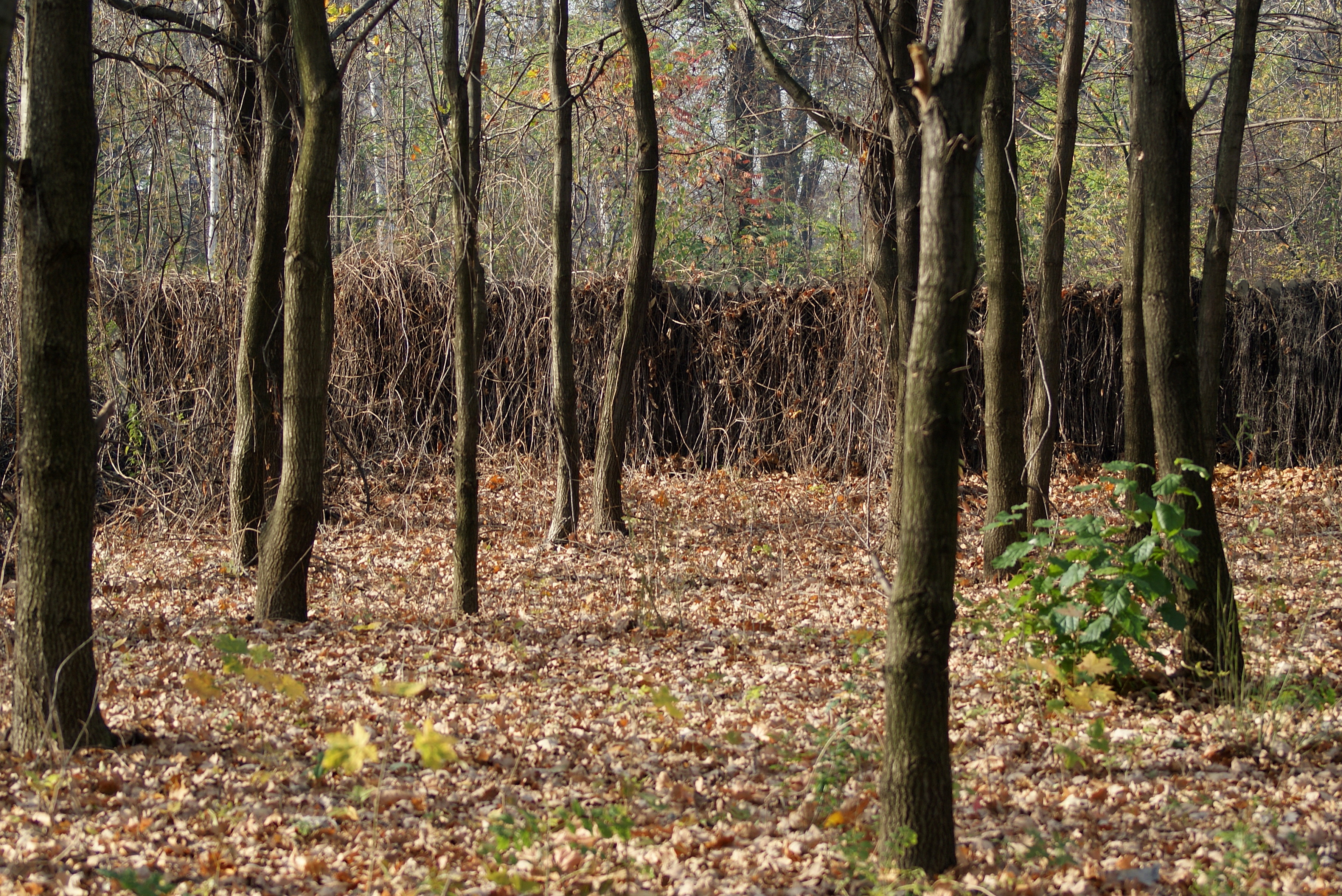
Jüdischer Friedhof in Czechowice-Dziedzice

Der Jüdische Friedhof in Czechowice-Dziedzice, einer polnischen Stadt in der Woiwodschaft Schlesien, wurde im 19. Jahrhundert angelegt. 
Auf dem jüdischen Friedhof befinden sich heute noch circa 25 Grabsteine. Das Taharahaus ist nicht mehr vorhanden. 